# Вонон I
Вонон I — царь Парфии, правил в 6/7 — 12 годах. Из династии Аршакидов. Старший сын Фраата IV. Царь Великой Армении с 12 по 18 гг. н.э.

## Правление

### Приход к власти
Ещё в 10-е годы до н. э. Фраат IV, отец Вонона I, по совету своей младшей жены Музы, желавшей расчистить престол для своего собственного сына Фраата V (Фраатака), отправил своих четырёх старших сыновей от предыдущих браков в Рим, в качестве почётных заложников. Таким образом Вонон I всю свою молодость провёл в Риме, где был воспитан в римских традициях.
После убийства царя Орода III у парфянской знати возникла потребность в новом царе из династии Аршакидов.
Тогда часть парфянской знати обратилась к Риму, чтобы Вонон был возвращён в качестве нового царя. Август пошёл этой просьбе навстречу. Вонон вернулся в Парфию и был коронован царём. Однако это лишь ненадолго удовлетворило парфян, которым быстро надоели западные привычки и друзья, приобретённые их новым монархом в Риме. Вот как это всё описывает Тацит:

«После смерти Фраата и следовавших за ним царей парфянская знать вследствие кровавых междоусобиц направила в Рим послов, призвавших на царство старшего из детей Фраата — Вонона. Цезарь воспринял это как дань высокого уважения к себе и возвысил Вонона богатыми дарами. Варвары встретили его ликованием, как это чаще всего бывает при воцарении новых властителей. Вскоре, однако, их охватил стыд: выродились парфяне; на другом конце света вымолили они себе царя, отравленного воспитанием во вражеском стане; трон Арсакидов уже предоставляется наравне с римскими провинциями. Где слава тех, кто умертвил Красса, изгнал Антония, если раб Цезаря, на протяжении стольких лет прозябавший в неволе, повелевает парфянами? Да и сам Вонон давал пищу этой враждебности: чуждый обычаям предков, он редко охотился и был равнодушен к конным забавам; на улицах городов появлялся не иначе как на носилках и пренебрегал такими пирами, какими они были на его родине. Вызывали насмешки и его приближенные греки, и то, что любая безделица из его утвари хранилась под замком и опечатанной. Его доступность, ласковость и доброжелательность — добродетели, неведомые у парфян, — были, на их взгляд, не более чем пороками; и поскольку всё это было несходно с их нравами, они питали равную ненависть и к дурному, и к хорошему в нём».

### Противостояние Вонона I и Артабана III
Всё это вынудило мятежную знать из национальной партии призвать на престол другого Аршакида — Артабана III. Он был царём Атропатены; по линии матери он имел родственные связи с Аршакидами, а отец его происходил из племени дахов. Во время первой попытки занять трон, в 9/10 году н. э., Артабан был разгромлен и вынужден бежать в горные крепости в своих собственных владениях. Вонон поспешил надчеканить старые тетрадрахмы Музы и Фраатака изображением, символизирующим его успех: крылатая Победа, несущая пальмовую ветвь, а затем выпустил драхмы схожего стиля с надписью: ΒΑΣΙΛΕΥΣ ΟΝΩΝΗΣ ΝΕΙΚΗΣΑΣ ΑΡΤΑΒΑΝΟΝ («Царь Вонон, побеждающий Артабана»). Однако его триумф был непродолжительным, так как Артабан собрал другую армию и вновь пошёл в наступление. На этот раз Вонон был разгромлен и бежал в Селевкию на Тигре. Артабан проследовал за ним и убил многих из своих противников. Победитель вошёл в Ктесифон и около 12 года н. э. был провозглашён царём. Вонон сбежал из Селевкии в Армению, где в то время не было царя, так как Артавазд IV был убит, а Тигран V, внук царя Ирода Великого, отправленный Августом на смену Артавазду, был свергнут после недолгого правления. Вонон захватил армянский трон, но из-за давления со стороны парфянского царя Артабана был вынужден отречься от престола в 15 или 16 год н. э. Прихватив с собой огромные богатства, он сдался на милость правителю Сирии Кретику Силану, который позволил ему жить в Антиохии и сохранить за собой почести и титул царя, но окружил его стражей.

### Убийство Вонона
Спустя некоторое время Германик, находившийся в Сирии, принял посольство парфянского царя Артабана, с предложением возобновить дружественный союз, заключённый их предшественниками. Среди прочего, посланники царя передали просьбу Артабана о том, чтобы Вонона удалили от границы, откуда он разжигал недовольство среди парфян. Германик действительно перевёл Вонона в прибрежный город Помпейополис (древние Солы, около современного Мезитли) в Киликии.
В 19 году н. э. Вонон подкупил свою стражу и во время охоты попытался бежать. На берегах реки Пирам (Джейхан), возле моста, который был разрушен специально для того, чтобы предотвратить его побег, Вонона арестовал префект кавалерии Вибий Фронтон. Вскоре после этого Вонона убил Реммий, под наблюдение которого он был оставлен в Помпейополисе. Вероятно, Реммий был причастен к побегу и опасался разоблачения, которое могло бы произойти после его провала.
Известные монеты Вонона датируются 320, 322 и 323 годами селевкидской эры (9/10, 11/12 и 12/13 годами н. э.).